# اثر بیولوژیکی نسبی
اثر بیولوژیکی نسبی (به انگلیسی: Relative Biological Effectiveness) (به اختصار RBE)، نسبتی از دز جذبی یک پرتوی مرجع به دز جذبی یک پرتوی آزمون برای ایجاد اثر بیولوژیکی مشابه است، در حالی که کلیه شرایط دیگر همسان باشد.
این کمیت در رادیوبیولوژی و فیزیک بهداشت کاربرد داشته و به‌طور تجربی اندازه‌گیری می‌شود.

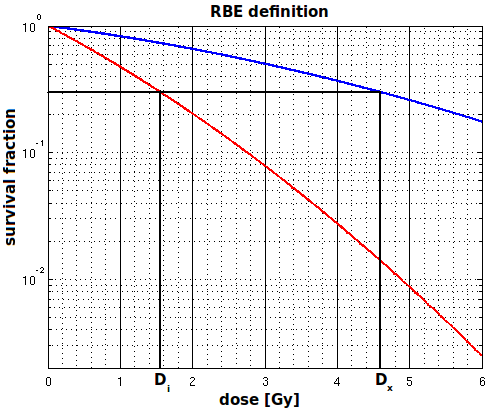
نمایی از شماتیک داده‌های مربوط به رده سلولیCHO-K1 که توسط فوتون‌ها (منحنی آبی) و یون‌های کربن (منحنی قرمز) تابش می‌گردد. معمولاً ارزیابی «اثربخشی بیولوژیکی نسبی» بر روی انواع مختلف سلول‌های زنده رشدیافته در محیط کشت انجام می‌شود، از جمله سلول‌های پروکاریوتی مانند باکتری‌ها، سلول‌های یوکاریوتی ساده، مانند گیاهان تک‌سلولی و سلول‌های یوکاریوتی پیشرفته مشتق‌شده از ارگانیسم‌هایی مانند موش صحرایی. با تابش دسته‌ای از سلول‌ها با دوزها و انواع مختلف تابش، می‌توان رابطه‌ای بین دوز و بخشی از سلول‌هایی‌که می‌میرند پیدا کرد و سپس برای یافتن دوزهای مربوط به برخی از نرخ بقای رایج استفاده کرد.